# Robert J. Van de Graaff
Robert Jemison van de Graaff (Tuscaloosa, Alabama, 20. prosinca 1901. – Boston, Massachusetts, 16. siječnja 1967.), američki fizičar. Od 1931. profesor na Massachusettskom tehnološkom institutu (MIT) u Cambridgeu do umirovljenja 1960. Konstruirao je (1929.) prvi elektrostatički visokonaponski generator (Van de Graaffov generator), u kojem se električni potencijal stvara na račun mehaničkog rada utrošenoga na prijenos električnih naboja. Generator se sastoji od šuplje metalne kugle, koja počiva na stupu od električnog izolatora, i kružne izolatorske vrpce za prijenos električnoga naboja. Vrpca se vrti preko dvaju valjaka (jedan je na potencijalu zemlje, a drugi na visokom naponu) i električki nabija djelovanjem polja šiljaka nabijenih na nekoliko kilovolti. Drugi šiljci na kugli preuzimaju naboje s vrpce. Kugla se može nabiti do potencijala od nekoliko milijuna volti, što je dovoljno za ubrzanje iona potrebnih za nuklearne reakcije (akcelerator čestica).

## Životopis
Dizajnirao je Van de Graaff generator, spravu koja proizvodi visoki električni napon. 1929., Van de Graaff je razvio svoj prvi generator, koji proizvodi 80 000 volta, na sveučilištu Princeton; do 1933., konstruirao je mnogo veći generator, sposoban generirati 7 milijuna volti. On je bio prozvan kao National Research Fellow, i od 1931. do 1934. suradnik na polju istraživanja na Massachusettskom tehnološkom institutu. Postao je suradnik profesor od 1934. (ostavši tamo do 1960.).
Tijekom Drugog svjetskog rata Van de Graaff voditelj je projekta High Voltage Radiographic Project. Neki njegovi izumi su znatno pomogli za izradu prve nuklearne bombe. Nakon Drugog svjetskog rata bio je jedan od osnivača tvrtke High Voltage Engineering Corporation (HVEC), gdje su se mnogi važni izumi stvarali. American Physical Society nagradilo ga je nagradom T. Bonner prize (1966.) za razvoj elektrostatskih akceleratora.
Van de Graaff je umro u Bostonu, u državi Massachusetts.

### Van de Graaffov generator
Van de Graaffov generator je vrsta elektrostatskog generatora koji zasniva svoj rad na električnoj influenciji (influencija, električna pobuda ili elektrostatička indukcija), a može postići vrlo visoke električne napone, i do 5 milijuna volti, zbog čega se upotrebljava za istraživanja u nuklearnoj fizici. Glavni dio je široka beskrajna traka od nekog električnog izolatora. Ona se kreće preko jednog gornjeg i jednog donjeg valjka. Gornji dio trake ulazi u veliku šuplju metalnu kuglu. Traka se na donjoj strani elektrizira trenjem ili se na nju prenosi elektricitet putem šiljaka (četkica) iz nekog izvora visokog električnog napona. Taj se elektricitet kretanjem trake prenosi u metalnu kuglu. U kugli se nalaze šiljci (četkice) okrenuti prema traci i prenose elektricitet na kuglu, koji se zatim raspoređuje po površini kugle. Neprestanim dovođenjem elektriciteta kugla postiže vrlo visoki električni napon prema Zemlji. Van de Graaffov generator može se predočiti kao konstantni izvor struje spojen usporedno s kondenzatorom ili kao naponski izvor ogromnog unutarnjeg otpora. Za ovaj generator potreban je dielektrični materijal.